# Розділювальна смуга

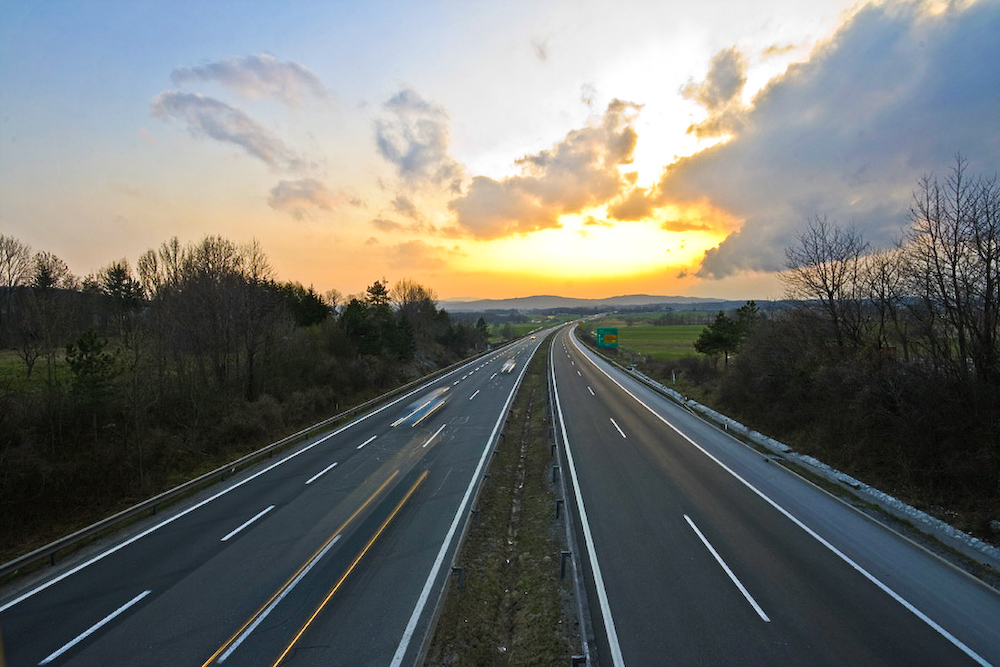
Розділювальна смуга

Розді́лювальна сму́га (розподільча смуга руху) — виділений конструктивно або за допомогою суцільних ліній дорожньої розмітки 1.2 елемент автомобільної дороги, який розділяє суміжні проїзні частини.
Розділювальна смуга не призначена для руху або стоянки транспортних засобів. За наявності на розділювальній смузі тротуару по ньому дозволяється рух пішоходів.